# Paramaevia
Genre
Paramaevia est un genre d'araignées aranéomorphes de la famille des Salticidae.

## Distribution
Les espèces de ce genre sont endémiques des États-Unis.

## Liste des espèces
Selon World Spider Catalog (version 18.5, 23/09/2017) :
- Paramaevia hobbsae (Barnes, 1955)
- Paramaevia michelsoni (Barnes, 1955)
- Paramaevia poultoni (Peckham & Peckham, 1901)

## Publication originale
- Barnes, 1955 : North American jumping spiders of the genus Maevia. American Museum Novitates, no 1746, p. 1-13 (texte intégral).